# Hermann Lasch
Carl Hermann Lasch (* 1861 in Düsseldorf; † 1926 ebenda) war ein deutscher Landschaftsmaler der Düsseldorfer Schule.

## Leben
Lasch, Sohn des Malers Carl Johann Lasch und dessen Ehefrau Sophie, geborene Ferrein, studierte in den Jahren 1882 bis 1885 Malerei an der Kunstakademie Düsseldorf bei Hugo Crola und Peter Janssen dem Älteren. Außerdem war er Schüler des Landschaftsmalers Eugen Dücker. In Düsseldorf war er Mitglied des Künstlervereins Malkasten. In den Jahren 1887 bis 1893 bereiste er die Niederlande. Lasch heiratete Maria Etienne (* 1870), die 1895 in Godesberg den Sohn Carl Hermann Lasch gebar.